# Parade de cirque
Parade de cirque est une peinture à l'huile sur toile réalisée en 1888 par le peintre français Georges Seurat. Le tableau est conservé au Metropolitan Museum of Art de New York. L'œuvre représente probablement le défilé du Circo Corvi, qui eut lieu au printemps 1887.
Bien qu'elle n'ait pas connu un succès initial, l'œuvre a été réévaluée au fil du temps et est aujourd'hui considérée comme d'une grande importance pour la naissance de styles picturaux ultérieurs tels que le cubisme et le futurisme et pour d'autres expressions artistiques telles que le ballet Parade écrit par Jean Cocteau, sur une musique d'Erik Satie.

## L’œuvre
Parade de cirque est la première œuvre de Seurat inspirée par le monde du cirque qu'il aimait beaucoup et dont il s'est inspiré pour plusieurs œuvres ultérieures, comme Le Cirque. Le succès du tableau, exposé au Salon des indépendants, est modeste et Seurat lui-même ne l'a jamais considéré comme l'une de ses œuvres les plus réussies.
La composition du tableau est exceptionnellement régulière par rapport aux autres tableaux de Seurat. Ici le peintre a utilisé une toile dans un rapport de 1: 1,5 divisé en 24 carrés réguliers, quatre sur le côté court et six sur le côté long. Les axes verticaux et horizontaux définis par ces carrés génèrent les lignes de composition du tableau et la disposition des personnages, avec un musicien exactement au centre, l'orchestre à gauche, d'autres personnages à droite et le public en dessous, décrit par une rangée de silhouettes de têtes portant des chapeaux.
En plus de suivre les principes du divisionnisme, Seurat aborde les théories de Charles Henry, donc suivant les critères de direction, dont les lignes correspondent à certaines implications émotionnelles, il met en place une sorte de plan cartésien dans une structure en damier. L'image semble figée dans le temps, Seurat réduit au minimum le mouvement, la forme prenant le dessus. 